# Sunshine Gospel Choir
Il Sunshine Gospel Choir è un coro di musica gospel italiano di oltre 80 elementi vincitore del Gospel Jubilee Award, fondato nel 1998 a Torino (Italia).
Il coro è stato fondato ed è diretto da Alex Negro. Tra le sue attività, oltre i concerti, vi sono corsi di canto e laboratori didattici. Nel 2020 riceve il Golden Buzzer di Joe Bastianich a Italia's Got Talent.

## Storia del gruppo
La paternità artistica del Sunshine Gospel Choir appartiene al Reverendo Lee Brown, originario di Topeka Kansas. Lee Brown ha mantenuto nel tempo una solida relazione artistica e umana con Alex Negro e i suoi coristi. Le prime apparizioni risalgono al 1996.
All’attività concertistica si affianca la partecipazione a trasmissioni televisive, passaggi radiofonici in Italia e negli Stati Uniti d'America. Il coro ha partecipato come ospite a eventi di beneficenza tra le quali la Celebrity Fight Night (2016) di e con Andrea Bocelli.
Durante il Gran Galà del Ghiaccio (Golden Skate Awards 2018) tenutosi a Courmayeur (Aosta), la pattinatrice italiana Carolina Kostner ha scelto un brano scritto dal Sunshine Gospel Choir per la sua esibizione dal titolo "Why I sing my Song".

## Formazione

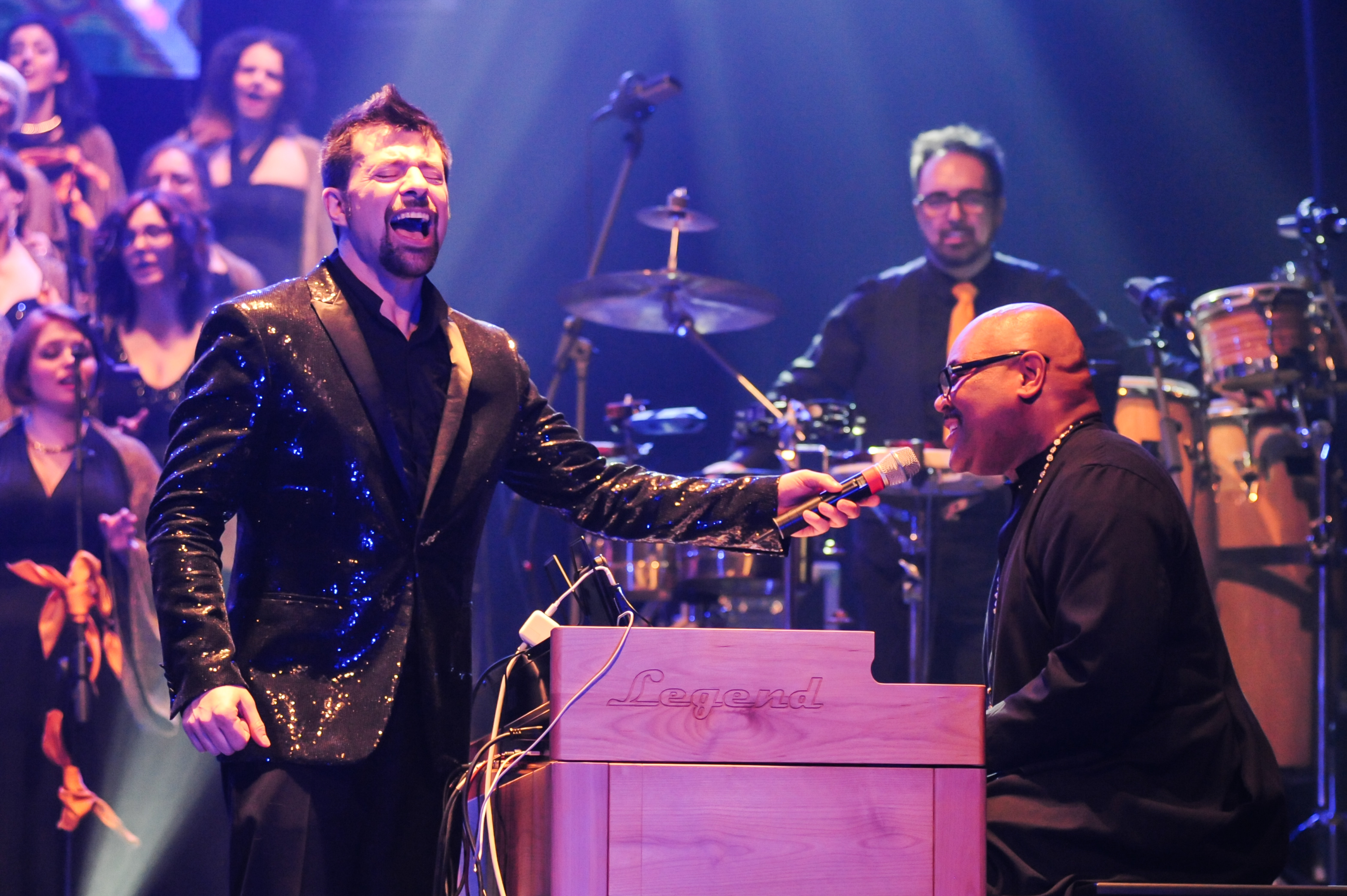
Alex Negro e Rodney Bradley con il Sunshine Gospel Choir

Il Sunshine Gospel Choir ha ad oggi un ensemble di oltre 80 coristi tra soprani, contralti, tenori e baritoni, accompagnati dal tenore Joe Nicolosi, dalla soprano Rosanna Russo e da una band professionista di quattro elementi stabili: Paolo Gambino al pianoforte, Michele Bornengo al basso, Federico Memme alla chitarra e Mario Bracco alla batteria.
In concerti di particolare rilievo il coro Sunshine Gospel Choir condivide il palco con alcuni musicisti: Alberto Marsico (Hammond), Silvano Borgatta (piano-tastiere, collabora nei dischi e nei concerti come direttore musicale), Luvienne (violino), Michele Lazzarini e Piero Vallero (sax), Sergio Bongiovanni (tromba), Carlo Bellotti ed Emanuel Miller (percussioni).

## Repertorio
Il repertorio del Sunshine Gospel Choir comprende uno scenario di riferimento dalle origini delle antiche “work songs”, fino alle dinamiche contemporanee con contaminazioni derivate dalla musica hip pop perseguite dalle star del Gospel contemporaneo afroamericano come Kirk Franklin.

## Discografia
| Data di pubblicazione | Album                | Etichetta                    |
| --------------------- | -------------------- | ---------------------------- |
| 2001                  | ONE                  | Associazione Sunshine Gospel |
| 2002                  | From the Rain        | Associazione Sunshine Gospel |
| 2004                  | I can Fly            | Associazione Sunshine Gospel |
| 2005                  | Merry Christmas      | Associazione Sunshine Gospel |
| 2008                  | 10 Live              | Associazione Sunshine Gospel |
| 2010                  | Smile Again          | Associazione Sunshine Gospel |
| 2012                  | Live for Real        | Associazione Sunshine Gospel |
| 2016                  | Merry Christmas 2    | Associazione Sunshine Gospel |
| 2018                  | 20 Years Celebration | Associazione Sunshine Gospel |

## Il progetto Mass Choir
Il progetto è fondato nel 2013. Sunshine Gospel Mass Choir conta 250 voci dirette da Alex Negro.
Ospiti delle varie edizioni:
- 2013 Special Guests: Rev. Bazil Meade Leader del London Community Gospel Choir, Annette Bowen Solista del London Community Gospel Choir
- 2014 Special Guests: From Philadelphia Minister Rodney Bradley, Maryta Fields, Jay Sanders & Quinn Dythend Blacks
- 2015 Special Guests: From Philadelphia Minister Rodney Bradley, Maryta Fields & Quinn Dythend Blacks - Special Guests From Harlem, New York Anthony Morgan & Noreda Street from Harlem Inspirational Choir
- 2016 Special Guest: from U.S.A Ashley Howard, Derick Wilson, Rodney Bradley, Sue Spencer
- 2017 Special Guest: From Philadelphia, U.S.A. Harold O. Davis Memorial Baptist Church Reverend William J. Scott III, Pastor Quinn Dythend Blacks, Minister Maryta Fields, Overseer Rodney Bradley

## Collaborazioni
Il Sunshine Gospel Choir ha approfondito collaborazioni e scambi culturali con molti artisti nazionali e internazionali.

### Collaborazioni internazionali
Anthony Morgan, April Adkins, Bazil Meade, Carol Robinson, David B. Whitley, Dennis Lagree, Gigi Warner, Harriet Lewis, International Freedom Family, John Griffin, Lionel Wharton, London Community Gospel Choir, Maryta Fields, Minister Maurice Wilkes, Mz Dee Logwood, Noreda Street, Pop Wilson, Quinn Dytend Blacks, Rodney Bradley, Theresa Burnette, Annette Bowen.

### Collaborazioni con artisti italiani
Albano Carrisi, Andrea Mirò, Cristina Chiabotto, Dario Gay, Enrico Ruggeri, Fabrizio Frizzi, Lighea, Luciana Littizzetto, Maria Grazia Cucinotta, Milly Carlucci, Milva, Paolo Belli, Piero Chiambretti, Raffaella Carrà.

### Collaborazioni in Musical
- Les Folies du Moulin Rouge
- La Carmen Cubana
- Flash
- Jesus Christ Superstar